# Biroia foveola
Biroia foveola är en stekelart som först beskrevs av Brulle 1846.  Biroia foveola ingår i släktet Biroia och familjen bracksteklar. Inga underarter finns listade.